# Gasometer (metropolitana di Vienna)
Gasometer è una stazione della linea U3 della metropolitana di Vienna situata nell11º distretto entrata in servizio il 2 dicembre 2000 nel contesto del prolungamento orientale della linea fino a Simmering.

## Descrizione
La stazione sotterranea si trova nei pressi dell'area del gasometro di Vienna, che fu in funzione dal 1896 al 1984. Tra il 1999 e il 2001 l'intera zona fu riqualificata con la realizzazione di edifici residenziali, un centro commerciale, l'Archivio della Città e dello Stato di Vienna, la sala di concerti Bank-Austria-Halle e un cinema multisala.
La stazione non era prevista nei piani originali del prolungamento della linea U3 ed è stata aggiunta al progetto solo nel 1995, in previsione della riqualificazione dell'area del Gasometer.
Ai treni si accede da due piattaforme laterali, accessibili tramite scale fisse e mobili (solo in salita) e ascensori.

## Ingressi
- Rosa-Fischer-Gasse